# Берег Ларса Кристенсена
Бе́рег Ла́рса Кри́стенсена (англ. Lars Christensen Coast) — часть побережья Земли Мак-Робертсона в Восточной Антарктиде, расположенная между Берегом Моусона на западе и шельфовым ледником Эймери на востоке.
Берег Ларса Кристенсена почти на всём протяжении представляет собой край материкового ледникового покрова, отвесно обрывающегося в море Содружества. Этот район был открыт в 1930—1931 годах норвежскими китобоями и назван ими в честь владельца китобойной флотилии Ларса Кристенсена.